# Petrosaurus thalassinus
Espèce
Synonymes
- Uta thalassina Cope, 1863

Statut de conservation UICN

 LC  : Préoccupation mineure
Petrosaurus thalassinus est une espèce de sauriens de la famille des Phrynosomatidae.

## Répartition
Cette espèce est endémique de Basse-Californie du Sud au Mexique.

## Description

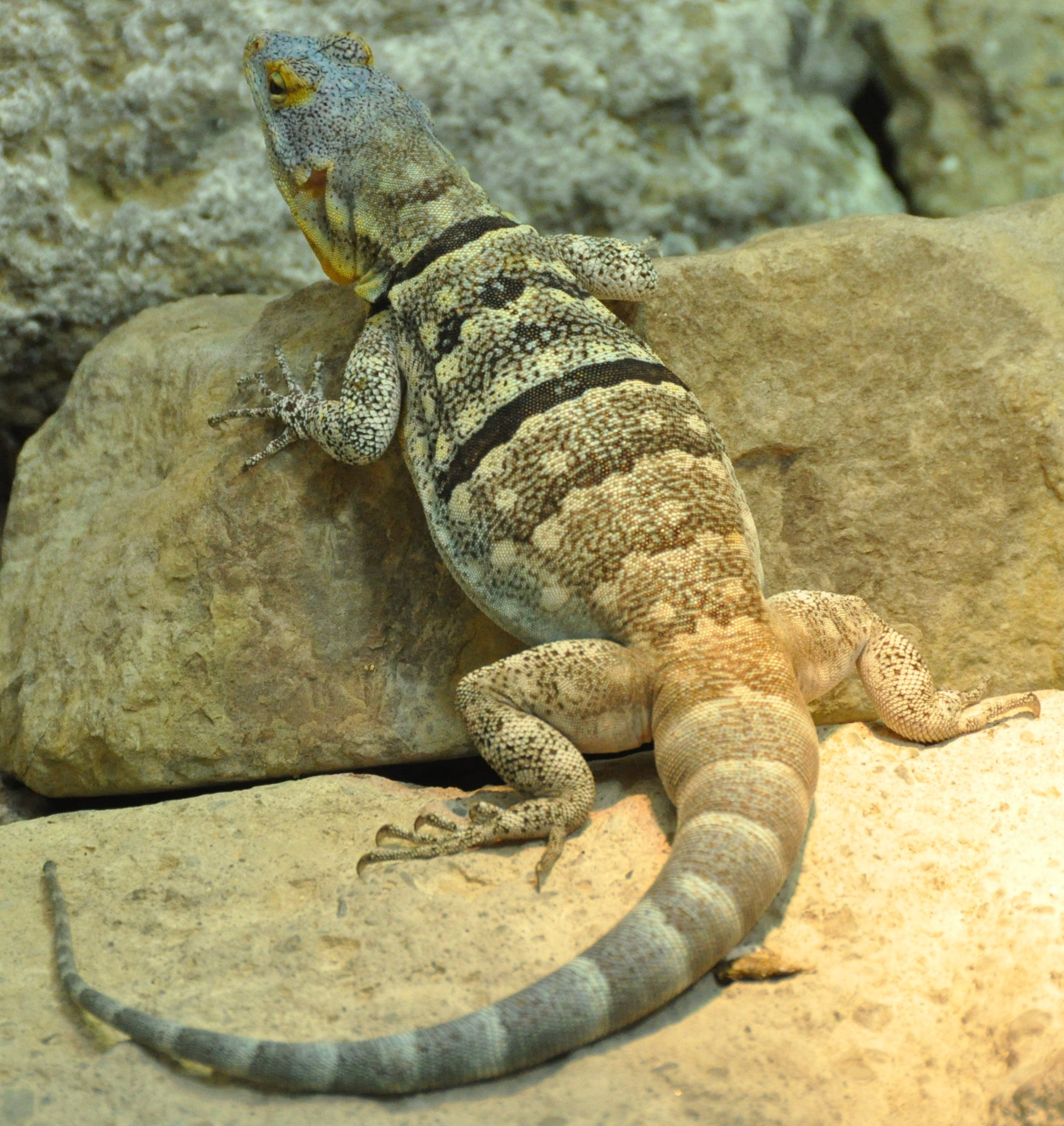

Cette espèce est terrestre et se vit en général dans les zones rocheuses mais peut également se rencontrer dans des zones boisées.

## Taxinomie
La sous-espèce Petrosaurus thalassinus repens a été élevée au rang d'espèce par Larry Lee Grismer en 1999

## Publication originale
- Cope, 1864 "1863" : Descriptions of new American Squamata in the Museum of the Smtihsonian Institution. Proceedings of the Academy of Natural Sciences of Philadelphia, vol. 15, p. 100-106 (texte intégral).